# Julio González Pola
Julio González Pola est un sculpteur espagnol, né le 25 novembre 1865 à Oviedo (Espagne), et mort le 11 mai 1929 à Madrid.

## Biographie
Julio González-Pola García est né à Oviedo le 25 novembre 1865, dans une famille de militaires. Il a commencé sa carrière artistique à l'École des Arts et Métiers d'Oviedo et, à Madrid, il a continué sa formation à l'École de Peinture, Sculpture et Gravure, où il a étudié avec le maître Juan Samsó Lengluy. 
Tout au long de sa carrière Julio González-Pola a occupé plusieurs postes culturels, comme celui de vice-président du Cercle des Beaux Arts, président par intérim de ce même cercle entre juin et octobre 1920 et celui de secrétaire de la Société des Peintres et des Sculpteurs.
Il meurt à Madrid le 11 mai 1929.

## Œuvre
Il a été l'un des principaux membres du courant connu sous le nom d'avant-garde historique. Il est spécialisé dans les œuvres monumentales et commémoratives érigées à l'intention des héros militaires pour diverses villes d'Espagne et d'Amérique latine. 

### Œuvres dans les collections publiques
- Monument aux Martyrs de la Patrie, Patria, 1910, Parc de l'Ouest, Madrid
- Monument aux héros de Puente Sampayo, 1911, Pontevedra
- Monument au Capitaine Melgar, 1911, Place de l'Orient, Madrid
- Monument aux héros du Caney, 1915, Madrid
- Monumento à D. Mariano Suárez-Pola, 1915, Luanco, Asturies
- Monument à Cervantès, 1916, Panama
- Monument aux héros de Cavite et Santiago de Cuba, 1923, Carthagène, Murcie
- Monument à la Duchesse de la Victoire, 1925, Madrid et Cadix
- Monument au Comandant Benítez, 1926, Jardins du Paseo du Parc, Malaga
- Monument au Général José María de Córdoba, 1926, Rionegro[Lequel ?], Colombie
- Monument à la Bataille d'Ayacucho, 1930, Bogota, Colombie
- Monument à Salvador Brau, Porto Rico
- Monument à Román Baldorioty de Castro, Porto Rico

### Expositions
Il participe aux Expositions nationales et reçoit une troisième médaille dans l'édition de 1897, une deuxième dans l'édition de 1901 et une première en 1908, cette dernière pour son projet de monument à la patrie, en mémoire des guerres coloniales.

## Galerie d'images

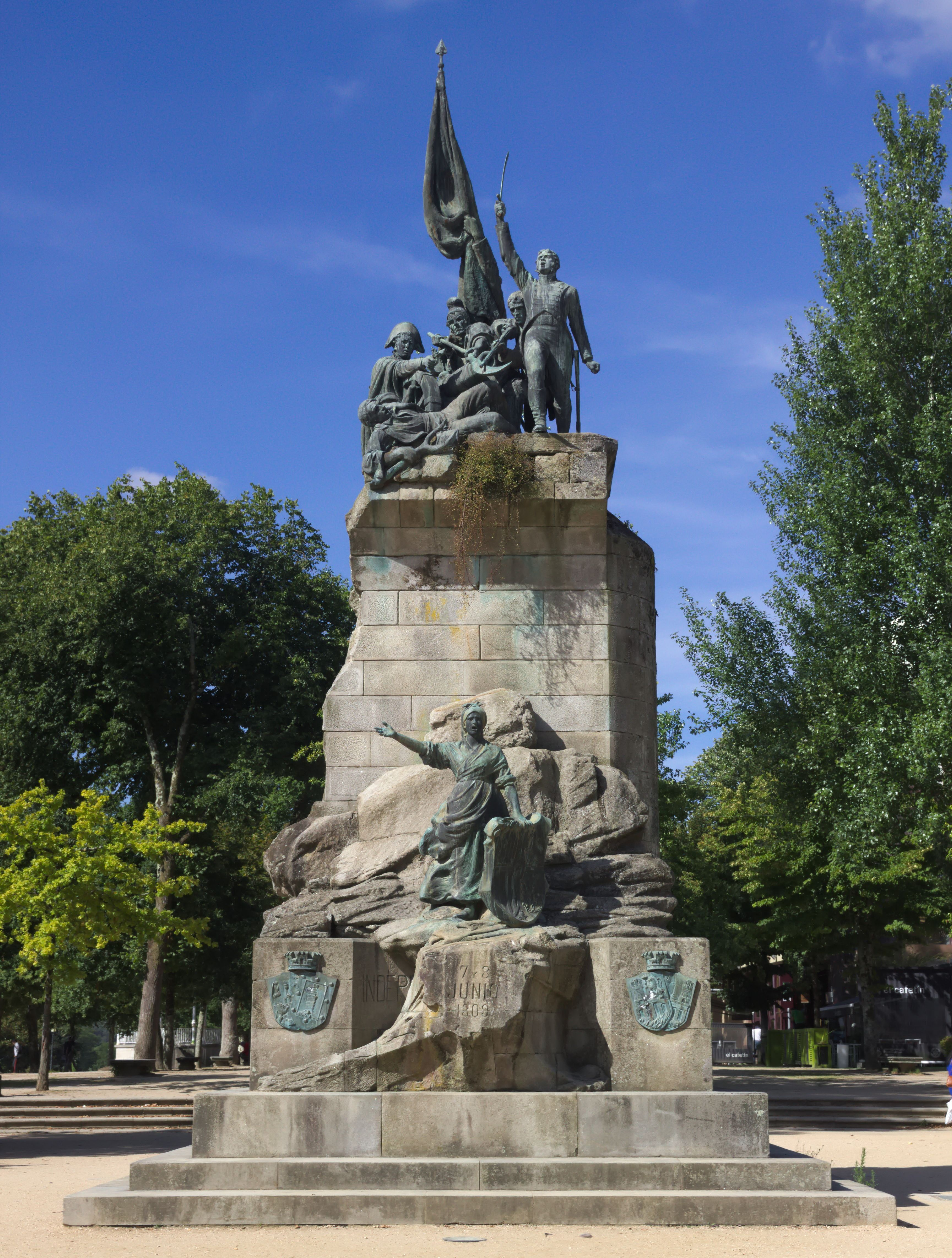
Monument aux héros de Puente Sampayo à Pontevedra
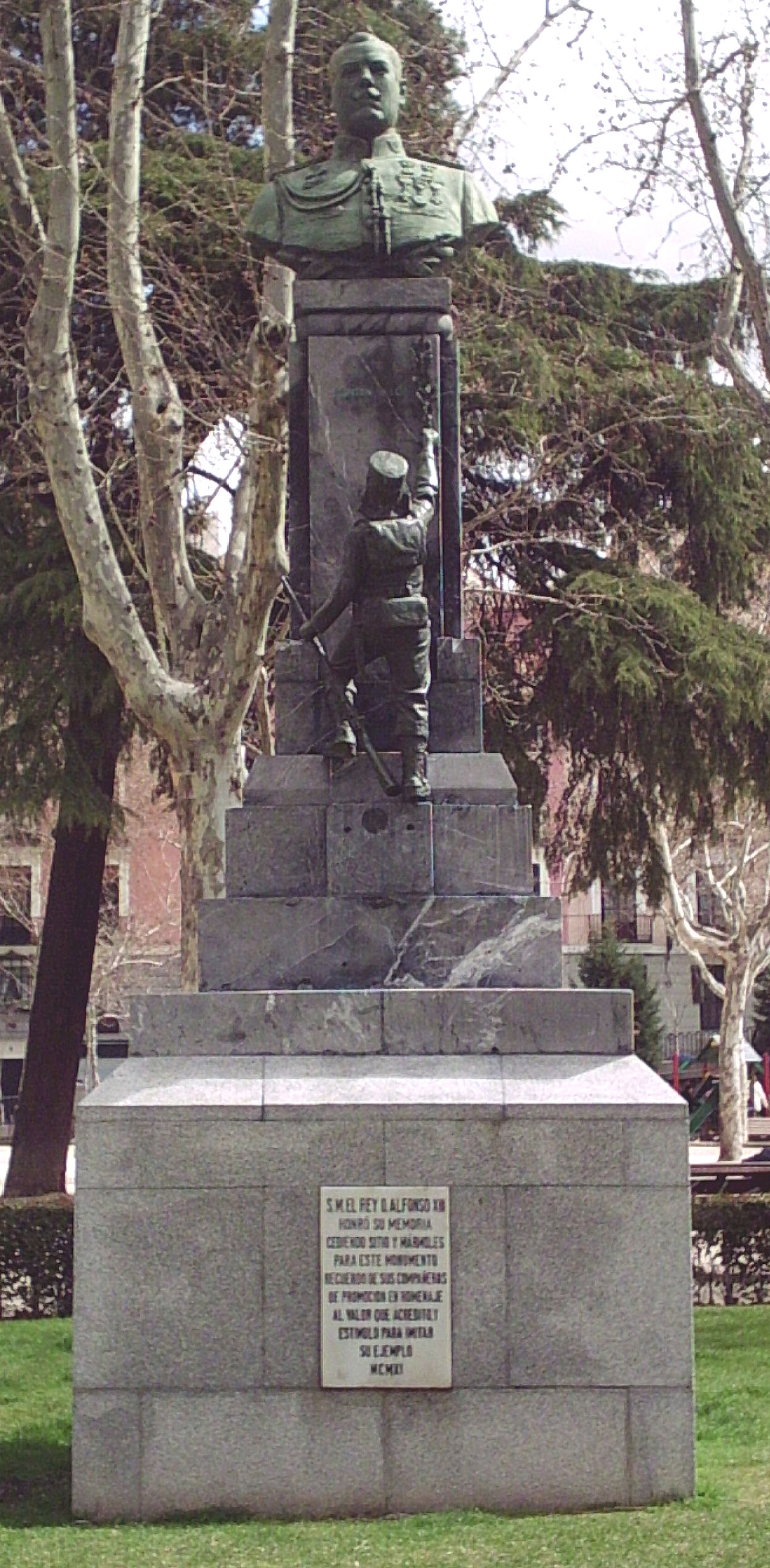
Monument au Capitaine Melgar à Madrid
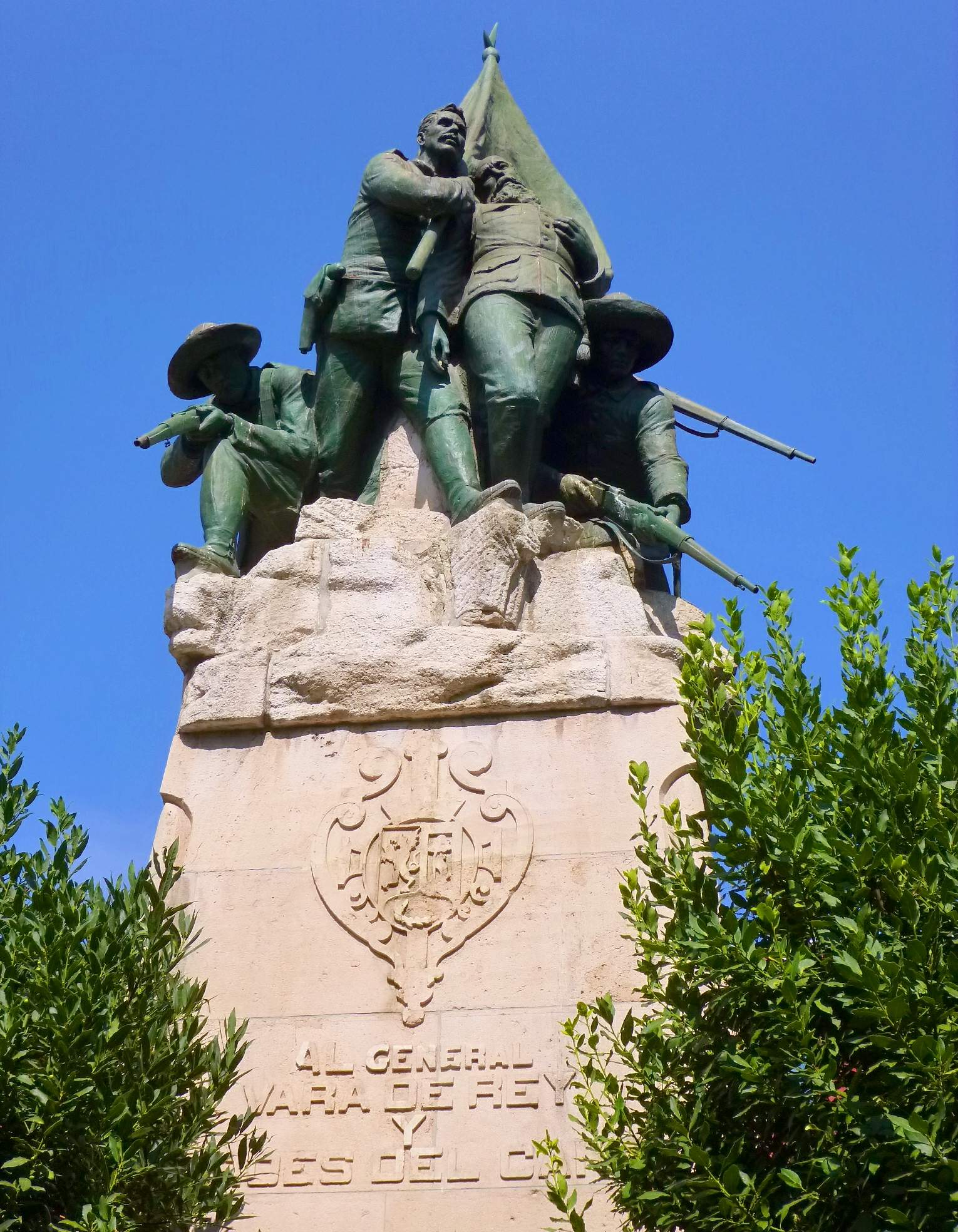
Monument aux héros du Caney à Madrid
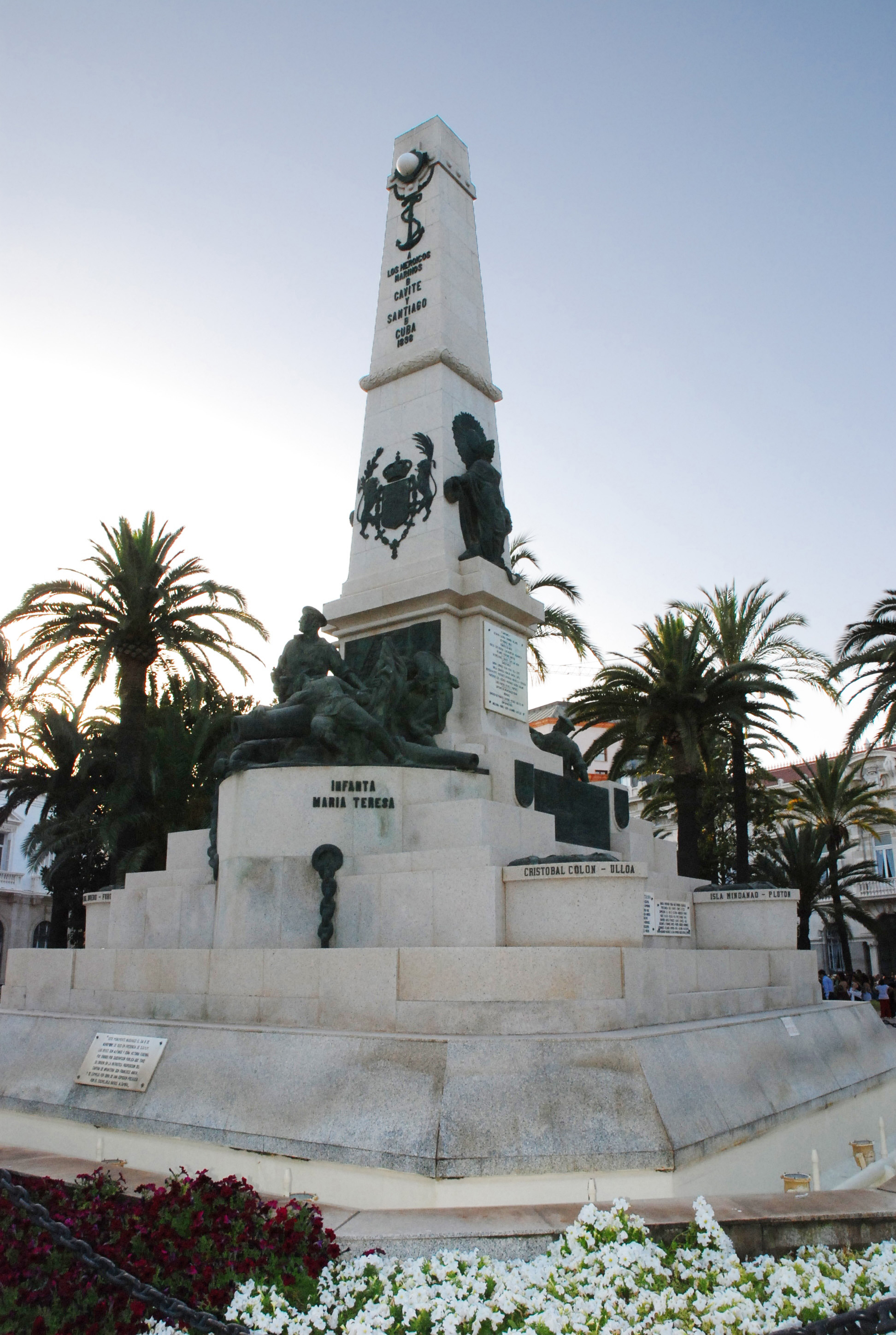
Monument aux héros de Cavite à Carthagène
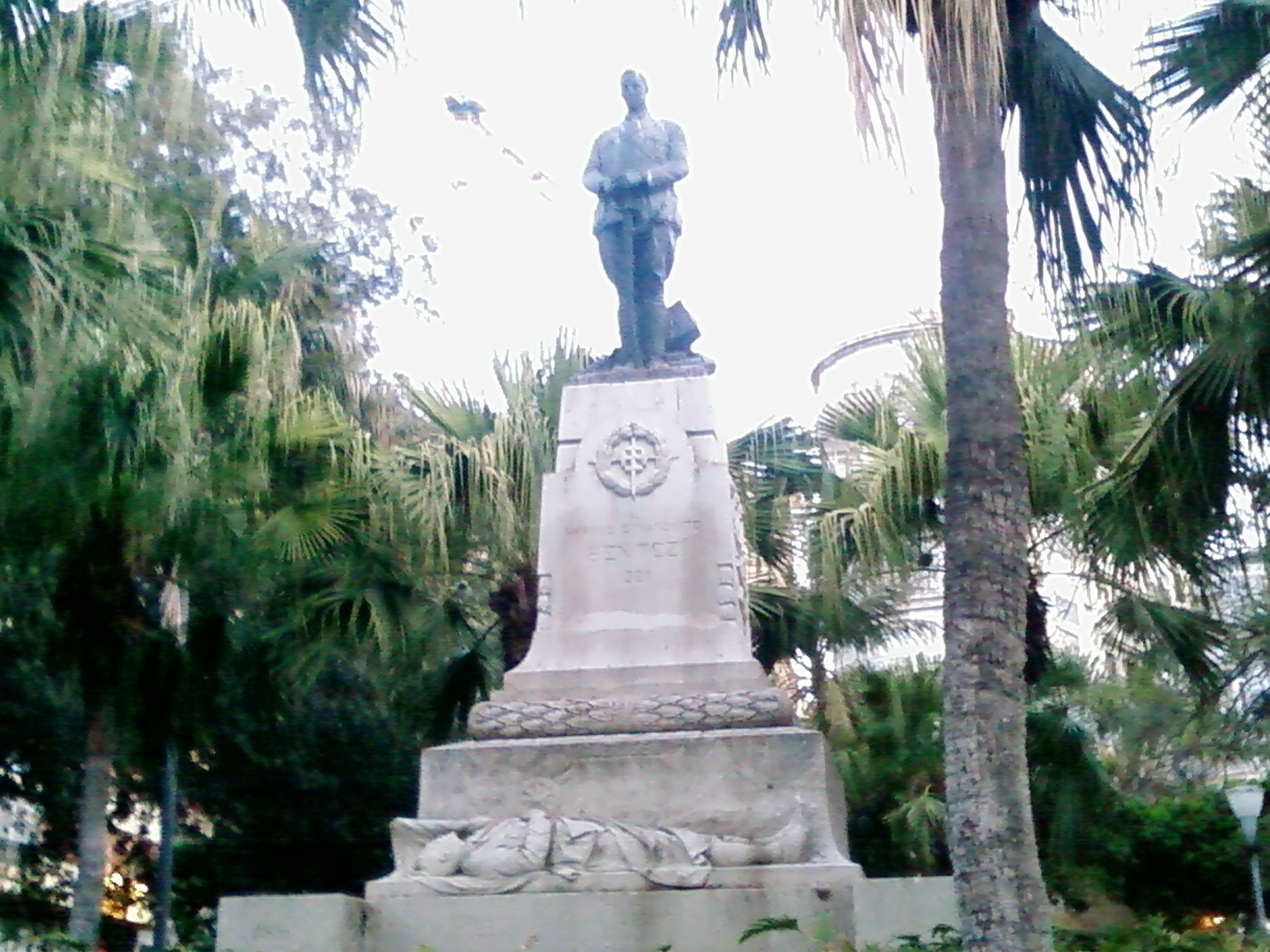
Monument au Comandant Benítez à Malaga